# Zakrzewo (Rutkowice)
Zakrzewo – część wsi Rutkowice w Polsce, położona w województwie kujawsko-pomorskim, w powiecie włocławskim, w gminie Lubień Kujawski.
W latach 1975–1998 Zakrzewo administracyjnie należało do województwa włocławskiego.